# Wilhelm Tell Me
Wilhelm Tell Me est un groupe allemand de rock et musique électronique, originaire de Hambourg.

## Histoire
Début 2010, Henning Sommer (chant, guitare) lance une recherche sur un forum de musiciens, à la suite de laquelle Matthias Kranz (guitare) et Jan Ostendorf (batterie) s'inscrivent parmi de nombreux autres candidats. Quelques répétitions plus tard, Frederik Deluweit (guitare) transforme le trio en quatuor. En octobre 2010, le premier single Oh My God sort en vinyle 7' et en téléchargement sur le label Less Apocalypse Records, créé spécialement pour l'occasion. La vidéo de Oh My God est diffusée pour la première fois sur Myspace. En février 2011, le morceau Ghost, disponible en téléchargement gratuit, sort avec son clip, qui est également publié plus tard comme face B sur le single de Favorite Sound.
En été 2011, le groupe participe au concours Mutti wir spielen Melt! organisé par le magazine Intro et gagne un concert au Melt! Festival.
En 2013, Wilhelm Tell Me sort les singles Kite et Fools, ainsi que Get Up, une collaboration avec la chanteuse Birte. En mars 2013, Jan Ostendorf quitte le groupe et est remplacé par Paul Kaiser en tant que membre permanent. Cette même année, le groupe entame plusieurs concerts,
En 2014, Frederik Deluweit met également fin au projet. En tournée, le trio est rejoint par Heiko Fischer. En septembre 2024, l'album A Short Story for The Road sort. Cette sortie est accompagnée de leur deuxième tournée, A Short Story for the Road, qui débute le 30 août 2014 au Dome of Visions à Copenhague et se termine le 26 octobre 2014 au Lagerhaus, à Brême. n an plus tard en 2015, le groupe revient avec un nouvel intitulé Growing Younger.

## Discographie

### Albums studio
- 2011 : Excuse My French
- 2014 : A Short Story for the Road

### Singles et EP
- 2010 : Oh My God
- 2011 : So into You
- 2012 : Favourite Sound
- 2013 : Fools
- 2013 : Kite
- 2014 : Let Me Take You Away
- 2015 : Growing Younger

### Singles promos
- 2012 : Julie
- 2013 : Get Up (featuring Birte)

## Tournées
- 2014 : A Short Story for the Road
- 2012–2014 : Wilhelm Tell Me